# 1. Liga (Tschechoslowakei) 1955/56
Die Spielzeit 1955/56 der 1. Liga  war die 13. reguläre Austragung der höchsten Eishockeyspielklasse der Tschechoslowakei. Mit zehn Punkten im abschließenden Finalturnier setzte sich Rudá Hvězda Brno durch. Für die Mannschaft war es ihr zweiter tschechoslowakischer Meistertitel.
Nach der Saison gingen die Mannschaften der Militärsportklubs  Tankista Prag und ÚDA Prag in den Armeesportverein Dukla Olomouc auf, der an der  zweiten Spielklasse teilnahm.

## Modus
Wie in der Vorsaison sollte die Hauptrunde in zwei Gruppen mit je acht Mannschaften gespielt werden. Aufgrund der Auflösung von Křídla vlasti Olomouc unmittelbar vor der Saison bestand die Gruppe A jedoch nur aus sieben Mannschaften. Nach Durchführung von Hin- und Rückspiel innerhalb der Gruppen betrug die Gesamtanzahl der Spiele pro Mannschaft in der Hauptrunde somit in Gruppe A zwölf und in Gruppe B 14 Spiele. Die zwei besten Mannschaften jeder Gruppe qualifizierten sich für das abschließende Finalturnier, das ebenfalls in Hin- und Rückspiel ausgetragen und dessen Sieger Meister wurde.
Der Letzte der Gruppe B stieg am Saisonende in die 2. Liga ab und die beiden Gruppensieger dieser in die höchste tschechoslowakische Spielklasse auf.

## Gruppe A
| Pl. | Team                  | Sp. | S  | U | N  | Torv. | Pkt. |
| --- | --------------------- | --- | -- | - | -- | ----- | ---- |
| 1.  | Rudá Hvězda Brno      | 12  | 11 | 0 | 1  | 80:27 | 22   |
| 2.  | Baník Vítkovice       | 12  | 9  | 0 | 3  | 44:36 | 18   |
| 3.  | Tankista Prag         | 12  | 7  | 1 | 4  | 43:30 | 15   |
| 4.  | Dynamo Pardubice      | 12  | 5  | 2 | 5  | 53:51 | 12   |
| 5.  | Spartak ZJŠ Brno      | 12  | 4  | 0 | 8  | 36:51 | 8    |
| 6.  | Spartak Královo Pole  | 12  | 3  | 1 | 8  | 32:46 | 7    |
| 7.  | ÚNV Slovan Bratislava | 12  | 1  | 0 | 11 | 29:76 | 2    |

## Gruppe B
| Pl. | Team                    | Sp. | S  | U | N  | Torv.  | Pkt. |
| --- | ----------------------- | --- | -- | - | -- | ------ | ---- |
| 1.  | Baník Chomutov          | 14  | 12 | 1 | 1  | 84:33  | 25   |
| 2.  | Spartak Praha Sokolovo  | 14  | 11 | 1 | 2  | 91:43  | 23   |
| 3.  | Spartak LZ Plzeň        | 14  | 8  | 0 | 6  | 61:59  | 16   |
| 4.  | ÚDA Prag                | 14  | 7  | 0 | 7  | 62:65  | 14   |
| 5.  | Baník Kladno            | 14  | 6  | 0 | 8  | 59:59  | 12   |
| 6.  | Motorlet Prag           | 14  | 5  | 0 | 9  | 68:78  | 10   |
| 7.  | Slavoj České Budějovice | 14  | 5  | 0 | 9  | 45:76  | 10   |
| 8.  | Dynamo Karlovy Vary     | 14  | 1  | 0 | 13 | 49:106 | 2    |

## Finale
| Pl. | Team                   | Sp. | S | U | N | Torv. | Pkt. |
| --- | ---------------------- | --- | - | - | - | ----- | ---- |
| 1.  | Rudá hvězda Brno       | 6   | 5 | 0 | 1 | 29:12 | 10   |
| 2.  | Baník Chomutov         | 6   | 3 | 1 | 2 | 22:21 | 7    |
| 3.  | Spartak Praha Sokolovo | 6   | 3 | 0 | 3 | 19:24 | 6    |
| 4.  | Baník Vítkovice        | 6   | 0 | 1 | 5 | 14:27 | 1    |

Bester Torschütze der Liga wurde Miroslav Klůc von Baník Chomutov, der in den 20 Spielen seiner Mannschaft 26 Tore erzielte.

### Meistermannschaft von Rudá hvězda Brno
| Torhüter      | Jiří Kolouch, Zdeněk Trávníček |
| Abwehrspieler | Jan Kasper, Bohumil Sláma, Ladislav Chábr, František Mašláň                                                                                   |
| Stürmer       | Vlastimil Bubník, Slavomír Bartoň, Bronislav Danda, Zdeněk Návrat, František Vaněk, Jiří Zamastil, Bohumil Prošek, Rudolf Scheuer, Karel Šuna |
| Trainer       | Vladimír Bouzek |

## 1. Liga-Qualifikation
Die Sieger der beiden 2. Liga-Gruppen, Tatran Opava und Tatra Smíchov, wurden in die 1. Liga aufgenommen.